# Las Chapas
Las Chapas är en ort i Mexiko.   Den ligger i kommunen Xiutetelco och delstaten Puebla, i den sydöstra delen av landet, 180 km öster om huvudstaden Mexico City. Las Chapas ligger 2 800 meter över havet och antalet invånare är 285.
Terrängen runt Las Chapas är lite bergig. Runt Las Chapas är det ganska glesbefolkat, med 45 invånare per kvadratkilometer. Närmaste större samhälle är Teziutlan, 11,6 km norr om Las Chapas. I omgivningarna runt Las Chapas växer huvudsakligen savannskog.